# Blackthorne
Blackthorne – gra platformowa wydana w 1994 przez Blizzard Entertainment. W 2003 roku został wydany port gry na platformę GameBoy Advance, a 1 listopada 2013 roku gra została udostępniona za darmo w wersji na PC.

## Fabuła
Na Planecie Tuul, przypominającej nieco świat w okresie średniowiecza, dochodzi do wojny pomiędzy królem Vlarosem - władcą rodu Androthi a księciem Sarlakiem ("czarnym" lordem goblinów i orków). Podczas wojny wojska Sarlaca zdobywają zamek Kamiennej Pięści, należący do króla Valrosa. Król decyduje się ocalić swego jedynego syna Kyle'a Blackthorne'a wysyłając go na Ziemię. Przeznaczeniem księcia jest jednak powrót do królestwa, w którym kiedyś rządził jego ojciec, aby dokonać krwawej zemsty na lordzie Sarlacu. Po dwudziestu latach tułaczki, młodziutki niegdyś królewicz, powraca na Tull jako długowłosy "twardziel" z obrzynem...

## Oprawa graficzno-dźwiękowa
Grę cechują: klimatyczna muzyka, ostre efekty dźwiękowe i 8-bitowa grafika DOS-owska. Postać kontrolowana przez gracza w dwuwymiarowym świecie może skakać, biegać, podciągać się i strzelać. System walk opiera się na chowaniu się pod ścianą i wychylaniu w celu oddania strzałów lub rzucenia bomby/granatu.